# Brienza
Brienza est une commune italienne d'environ 4 000 habitants, située dans la province de Potenza, dans la région Basilicate en Italie méridionale.

## Administration
| Période                                  | Période | Identité | Étiquette | Qualité |
| ---------------------------------------- | ------- | -------- | --------- | ------- |
|                                          |         |          |           |         |
| Les données manquantes sont à compléter. |         |          |           |         |

### Communes limitrophes
Atena Lucana, Marsico Nuovo, Polla, Sala Consilina, Sant'Angelo Le Fratte, Sasso di Castalda, Satriano di Lucania